# Saint-Esprit
Saint-Esprit è un comune francese di 9.278 abitanti situato nel dipartimento d'oltre mare della Martinica.